# Symploce digitifera
Symploce digitifera es una especie de cucaracha del género Symploce, familia Ectobiidae.

## Distribución
Esta especie se encuentra en Mozambique, Esuatini y Sudáfrica.